# Signalmann
Der Signalmann bzw. Signalfrau oder Leinenführer ist ein Helfer an Land beim Einsatz von Rettungs- oder Bergungstauchern in Hilfeleistungsorganisationen. Der Signalmann bildet mit dem Taucher und dem Sicherheitstaucher den Tauchtrupp, seine Aufgabe ist die Führung des Tauchers mit Hilfe von Leinensignalen.

## Einsatz
Im Taucheinsatz von Hilfeleistungsorganisationen (dazu gehören Wasserwacht, DLRG, ÖWR, Feuerwehr, Katastrophenschutz, Wasserschutzpolizei, THW oder Küstenwache) ist es für die Sicherheit des Tauchers und für eine koordinierte Unterwassersuche wichtig, dass der Einsatztaucher mit dem an Land stehenden Signalmann kommunizieren kann, um ein bestimmtes Suchmuster durchführen zu können oder auf Gefahren aufmerksam gemacht zu werden. Die Kommunikation erfolgt mittels genormtem Leinenmaterial, welches der Signalmann stets in Händen hält, per Zugzeichen. So kann sowohl der Taucher als auch der Signalmann Richtungen anzeigen, Fundstücke melden und Signale zum Abbruch geben. Moderne Vollgesichtsmasken erlauben auch das Nutzen einer Drahtfunkvorrichtung, über die Anweisungen gegeben werden können.

## Leinenzugzeichen
Die folgenden Leinenzugzeichen sind dem Anhang 5 der DGUV-Regel GUV-R 2102 und der Anlage 2 der Feuerwehr-Dienstvorschrift 8 entnommen.
| Zeichen | Vom Taucher gegeben       | Vom Signalmann gegeben                                   |
| ------- | ------------------------- | -------------------------------------------------------- |
| x       | Notsignal Ich bin in Not! | Notsignal Sofort austauchen!/Sofort Tauchgang abbrechen! |
| xx      | –                         | Nach links!                                              |
| xxx     | –                         | Nach rechts!                                             |
| xxxx    | Ich tauche aus!           | Austauchen!                                              |
| xxxxx   | Alles in Ordnung!         | Alles in Ordnung?                                        |

X bedeutet: ein Leinenzug. Weitere Leinenzugzeichen können zwischen Taucher und Signalmann vereinbart werden.

## Ausbildung
In Deutschland ist die Ausbildung des Signalmanns u. a. in der GUV-Regel „Tauchen mit Leichttauchgeräten in Hilfeleistungsunternehmen“ und in den Dienstvorschriften verschiedener Hilfeleistungsorganisationen geregelt. Vorschriften einzelner Hilfeleistungsorganisationen (z. B. die DLRG-Prüfungsordnung P6, die Feuerwehr-Dienstvorschrift 8 und die THW-Dienstvorschrift 8) nehmen darauf Bezug.
Danach kann als Signalmann eingesetzt werden, wer mindestens 18 Jahre alt ist, keine einschränkenden Krankheiten hat und eine theoretische und praktische Ausbildung im Umfang von 20 Unterrichtsstunden mit einer Prüfung erfolgreich abgeschlossen hat.
Ausbildungsgegenstände sind in der Theorie Gerätekunde, Arbeitskunde und medizinische Kenntnisse sowie Vorschriftenkunde, in der Praxis „Ankleiden des Tauchers mit Beurteilung der Vollständigkeit der Ausrüstung“, „Führen des Tauchers beim Aufenthalt unter Wasser“ und „Rettung eines verunfallten Tauchers und Einleitung von Hilfemaßnahmen“.